# Плеймейкер
Плейме́йкер (шпільмахер, диспетчер) (від англ. play — «грати» та англ. make — «робити») — гравець, який у складі команди визначає тактику гри в нападі.
Запозичений з англійської термін утвердився останнім часом, витісняючи собою інші терміни на зразок: диспетчер, розігрувач, розпасувальник.
Плеймейкер загалом характеризується чудовим баченням поля і розумінням гри, спритністю, він визначає напрямок атаки, йому здебільшого належать результативні передачі.
У волейболі це гравець, зазвичай, дещо нижчий на зріст від інших. Йому належить право пасу під удар і призначаються передачі при прийомі м'яча. Він визначає комбінацію при атаці.
У футболі роль плеймейкера виконує здебільшого передній центральний півзахисник, який грає під нападниками (наприклад, Зінедін Зідан). Хоча плеймекерами бувають і гравці інших позицій, наприклад, крайні півзахисники, як Луїш Фіґу чи Девід Бекхем, або дещо відтягнуті назад нападники на зразок Йогана Кройфа чи Мішеля Платіні.
У регбі плеймейкер — флай-хав (номер 10).
У баскетболі, як і у волейболі, плеймейкери, як правило, нижчі від своїх партнерів.
В американському футболі роль плеймекера виконує квотербек. Це центральна постать у всій команді.
| Спорт | Це незавершена стаття про спорт. Ви можете допомогти проєкту, виправивши або дописавши її. |